# Hagen (Rhénanie-du-Nord-Westphalie)
 (novembre 2022).
Si vous disposez d'ouvrages ou d'articles de référence ou si vous connaissez des sites web de qualité traitant du thème abordé ici, merci de compléter l'article en donnant les références utiles à sa vérifiabilité et en les liant à la section « Notes et références ».
Pour les articles homonymes, voir Hagen.
Hagen (en allemand : /ˈhaːɡn̩/, ? Écouter [Fiche]) est une ville d'Allemagne située dans le Land de Rhénanie-du-Nord-Westphalie.
La ville est située dans l'Est de la région de la Ruhr (Ruhrgebiet), à environ 15 km au sud de Dortmund.

## Géographie
Hagen fait partie de la région montagneuse du « Sauerland » ainsi que du « Regionalverband Ruhr », donc de la région de la Ruhr, connue pour son industrie ancienne de l'acier et du charbon.
Le sud de la ville est plutôt montagneux, par contraste avec le nord très plat. Quatre rivières traversent le territoire : la Ruhr, l'Ennepe, la Volme et la Lenne.
Au nord de la ville, les deux lacs d'Harkort et d'Hengsteysee forment une frontière naturelle avec les villes de Herdecke et de Wetter.

## Histoire
| Appartenances historiques Comté de La Marck 1324-1806 Grand-duché de Berg 1806-1813 Royaume de Prusse (Province de Westphalie) 1815-1918 République de Weimar 1918-1933 Reich allemand 1933-1945 Allemagne occupée 1945-1949 Allemagne 1949-présent |

La ville de Hagen est mentionnée pour la première fois au XIIe siècle.

## Arrondissements
Hagen est divisée en cinq arrondissements municipaux (Stadtbezirke) :
| Arrondissements     | Habitants Oct 2007 | Superficie km² |
| ------------------- | ------------------ | -------------- |
| Hagen-Mitte         | 78 952             | 20,5           |
| Hagen-Nord          | 38 451             | 29,6           |
| Hagen-Haspe         | 30 360             | 22,2           |
| Hagen-Eilpe/Dahl    | 17 148             | 51,1           |
| Hagen-Hohenlimbourg | 31 306             | 37,0           |

## Politique

### Liste des maires successifs
| Portrait                                                            | Identité                                     | Période | Période  | Durée  | Étiquette |
| Portrait                                                            | Identité                                     | Début   | Fin      | Durée  | Étiquette |
| ------------------------------------------------------------------- | -------------------------------------------- | ------- | -------- | ------ | --------- |
| Pas de portrait sous licence libre disponible pour Dietmar Thieser. | Dietmar Thieser (d) (né le 27 novembre 1952) | 1989    | 1999     | 10 ans |           |
| Pas de portrait sous licence libre disponible pour Wilfried Horn.   | Wilfried Horn (d) (né le 2 novembre 1938)    | 1999    | 2004     | 5 ans  |           |
| Pas de portrait sous licence libre disponible pour Peter Demnitz.   | Peter Demnitz (d) (né le 9 octobre 1950)     | 2004    | 2009     | 5 ans  |           |
| Pas de portrait sous licence libre disponible pour Jörg Dehm.       | Jörg Dehm (d) (né le 3 août 1963)            | 2009    | 2014     | 5 ans  |           |
| Erik O. Schulz, 24 juin 2020.                                       | Erik O. Schulz (d) (né le 11 août 1965)      | 2014    | En cours | 11 ans |           |

### Jumelages
- Kouvola (Finlande) depuis 1963.
- Montluçon (France) depuis 1965.
- Arrondissement de Steglitz-Zehlendorf (Allemagne) depuis 1967.
- Bruck an der Mur (Autriche) depuis 1975.
- Smolensk (Russie) depuis 1985.
- Modiin (Israël) depuis 1997.
- Hohenlimbourg est jumelée avec Liévin  France depuis 1960.

## Monuments et lieux touristiques

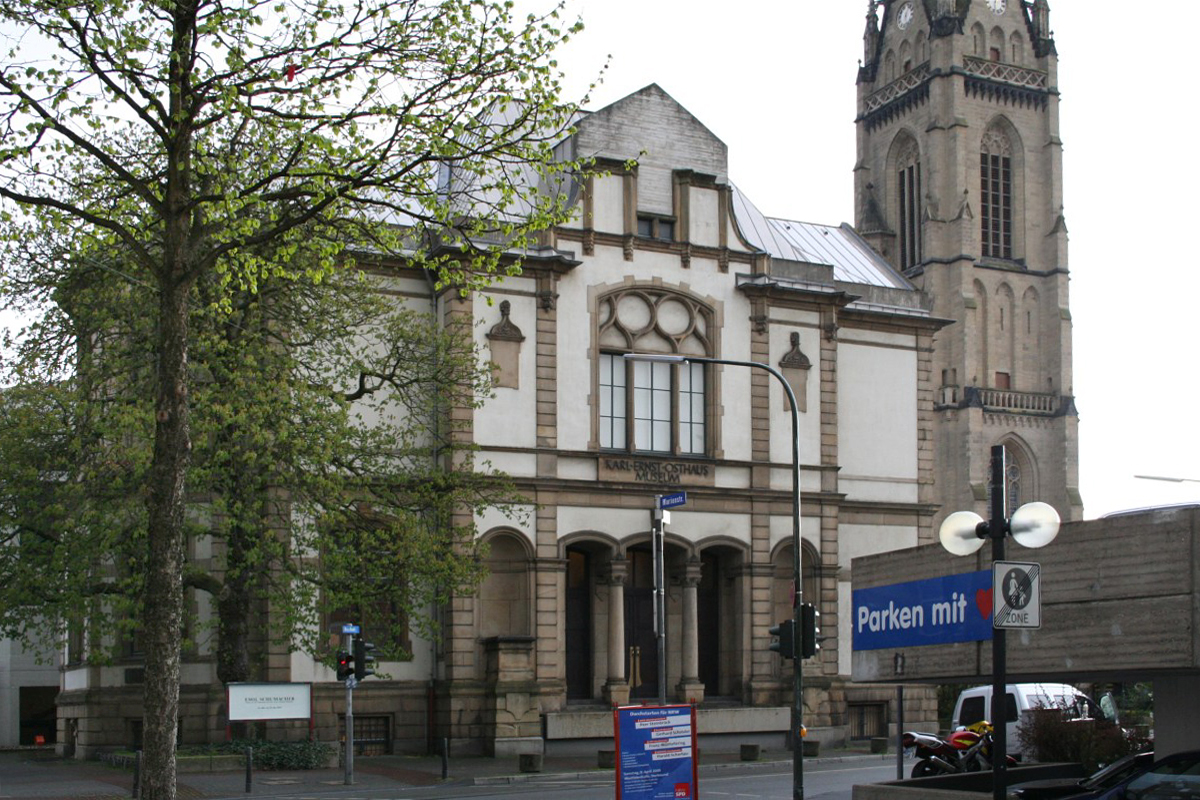
Musée Karl Ernst Osthaus

Le Musée Karl Ernst Osthaus est un des nombreux bâtiments construits dans le style Jugendstil. Plusieurs maisons privées et le théâtre sont aussi d'une architecture exceptionnelle dans le même style (musée du "Hohenhof").
Le musée de plein-air « Hagener Freilichtmuseum » est l'un des plus grands de ce type en Europe. La vie de la population régionale d'il y a 150 ans est reconstituée dans ce musée. De nombreuses maisons anciennes de la région ont été transportées et reconstruites ici.
La forteresse d'Hohenlimbourg (en allemand Hohenlimburg) est située sur une colline à l'est de la ville. Elle fut le palais des comtes de Limburg depuis le Moyen Âge, siège du comté de Limbourg.
Trois tours bâties sur le mont Goldberg offrent une belle vue de la région. Le chemin Drei Türme Weg relie ces différentes tours pour le plaisir des randonneurs.

## Personnalités liées à la ville
Nées à Hagen
- Günther Bechem, pilote automobile.
- Annette Humpe, chanteuse, membre du groupe Ideal.
- Inga Humpe, chanteuse, membre du groupe 2raumwohnung.
- Ernst Meister, poète et écrivain.
- Kurt Meyer, officier dans les Waffen-SS.
- Barbara Morgenstern, chanteuse musicienne.
- Nena (Gabriele Susanne Kerner), chanteuse.
- Karl Ernst Osthaus (1874-1921), collectionneur d'art et mécène.
- Niclas Pieczkowski, handballeur.
- Herbert Reinecker, écrivain, créateur de Derrick.
- Emil Schumacher, peintre.
- Fritz Witt, général SS.
- Carl Bremiker (23 février 1804 à Hagen-26 mars 1877 à Berlin) est un astronome et géodésien allemand. Il a fortement contribué à corriger les erreurs dans les tables de logarithmes de son temps. L'élaboration de tables de calculs correctes était  un des enjeux scientifiques et éditoriaux majeurs de son époque.

Autres
- Christian Rohlfs (1849-1938), peintre expressionniste. Il a vécu à Hagen, y est mort et y est enterré.
- Remi Schrijnen (1921-2006), homme politique ancien volontaire belge de la Légion flamande, y est mort.

## Industrie
Hagen vivait de ces aciéries. Aujourd'hui, il demeure très peu de cette industrie lourde. Ces dernières années, beaucoup de grands groupes ont fermé leurs sites à Hagen, remplacées peu à peu par des sociétés de service, ainsi que quelques grandes entreprises du secteur automobile notamment.

## Transport
Hagen est située sur la ligne ferroviaire Elberfeld - Dortmund reliant les villes de Wuppertal et Dortmund. Il y a des trains Intercity-Express et Intercity vers Cologne, Berlin, Brême, Hambourg et d'autres grandes cités allemandes. Il y a des trains régionaux vers Venlo, Aix-la-Chapelle, Krefeld, Essen, Dortmund, Hamm, Cassel, Münster, Düsseldorf et Cologne, et des trains RER vers Dortmund, Wuppertal, Düsseldorf et Mönchengladbach. Le transport urbain est organisé par la Hagener Straßenbahn (allemand pour Tramway d'Hagen), qui malgré son nom est seulement un exploitant de bus.
Les autoroutes A1, A45 et A46 forment un triangle autour de la ville.

## Agriculture

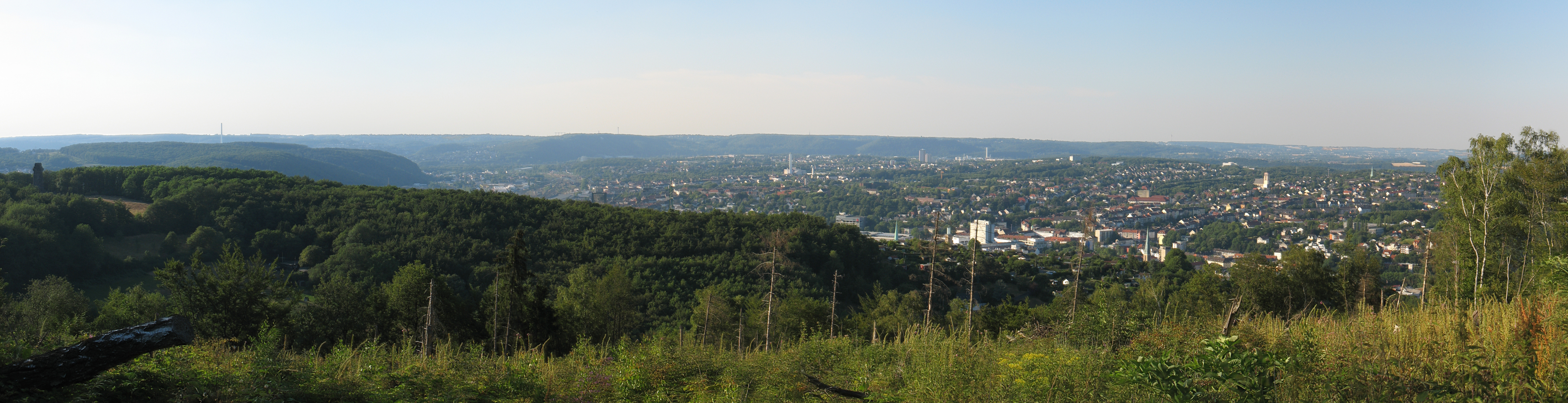
Hagen

## Enseignement supérieur et recherche
Hagen est le siège d'une université de télé-enseignement (FernUniversität Hagen (de)), la seule existante en Allemagne.